# Ellen Becker
Ellen Becker (ur. 3 sierpnia 1960 w Duisburgu) – niemiecka wioślarka reprezentująca RFN, brązowa medalistka olimpijska.

## Kariera
Wystąpiła na igrzyskach olimpijskich w Los Angeles w 1984, gdzie wspólnie z Iris Völkner wywalczyła brązowy medal w dwójkach bez sternika. Uplasowały się tam o 7,90 sekundy za osadą Rumunii i o 4,44 sekundy za osadą Kanady. Na tych samych igrzyskach zajęła szóste miejsce w ósemkach. Były to jej jedyne starty olimpijskie.
Była też między innymi czwarta w dwójkach bez sternika na mistrzostwach świata w Duisburgu (1983). Razem z Völkner walkę o podium przegrały z Kanadyjkami o 0,36 sekundy. 
Ukończyła studia na kierunku wychowania fizycznego. Po zakończeniu kariery założyła studio fitness w Westfalii. Następnie przeprowadziła się do Berlina, gdzie pracowała jako trener personalny.